# وندي
وندي (بالإنجليزية: Windy)‏ هي شركة تشيكية تقدم خدمات التنبؤ بالطقس التفاعلية لجميع أنحاء العالم، تأسست بوابتها الإلكترونية في نوفمبر 2014. وتستند توقعات الطقس في الوقت الحالي إلى بيانات نماذج نظام التنبؤ العالمي [الإنجليزية] والمركز الأوروبي للتنبؤات الجوية المتوسطة المدى [الإنجليزية] وNEMS من شركة Meteoblue السويسرية.

## روابط خارجية
- الموقع الرسمي
- مدونة Windy
- مجتمع Windy